# 웨이젠싱

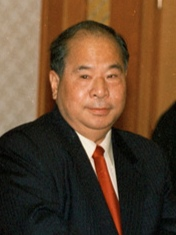

웨이젠싱(중국어 간체자: 尉健行, 병음: Wèi Jiànxíng, 한자음: 위건행, 1931년 1월 2일 ~ 2015년 8월 7일)은 중화인민공화국의 정치인이다. 제2대 감찰부장과 제15기 중국공산당 중앙정치국 상무위원, 중국공산당 중앙기율검사위원회 서기, 중화전국총공회 집행위원회 주석 등을 역임했다.
| 전임 차오스 | 중국공산당 중앙조직부 부장 1985년 ~ 1987년 | 후임 쑹핑 |

| 전임 치엔잉 | 중화인민공화국 감찰부 부장 1987년 ~ 1993년 | 후임 차오칭저 |

| 전임 차오스 | 중국공산당 중앙기율검사위원회 위원장 1992년 ~ 2002년 | 후임 우관정 |

| 전임 천시퉁 | 베이징 시 당위원회 서기 1995년 ~ 1997년 | 후임 자칭린 |

1. ↑  “가경림 북경시장， 市黨서기에 지명”. 1997년 8월 26일. 2023년 2월 3일에 확인함.
2. ↑  “工业战线上成长起来的党和国家卓越领导人——纪念尉健行同志诞辰90周年”. 2021년 1월 2일. 2023년 2월 3일에 확인함.